# Pleš
Pleš je naselje v Občini Žužemberk.